# Ribamontán al Mar
Ribamontán al Mar is een gemeente in de Spaanse provincie Cantabrië in de regio Cantabrië met een oppervlakte van 37 km². Ribamontán al Mar telt 4.422 inwoners (1 januari 2016).

## Demografische ontwikkeling
Bron: INE; 1857-2011: volkstellingen